# William Wade Harris
William Wade Harris (1865 – 1929) è stato un predicatore e missionario liberiano.
È stato probabilmente il più importante predicatore africano del XIX secolo.

## Biografia
William Wade Harris nasce in Liberia dove trascorre buona parte della sua vita. Di etnia grebo, lotta in gioventù per i diritti del suo popolo contro l'oppressione degli ex schiavi americani immigrati nel paese africano. In seguito ad un episodio di lotta non violenta viene arrestato per tre anni. In carcere sostiene di aver avuto alcuni visioni dell'arcangelo Gabriele dove gli annuncia il lutto della morte della moglie e lo sprona a partire per la sua terra a predicare il Vangelo.
Effettivamente, uscito di prigione è colpito dalla morte della moglie e quindi segue le parole di Gabriele e comincia, in Liberia, una missione che però ha poco successo.
Nato metodista, si converte alla chiesa anglicana e parte per la predicazione in Costa d'Avorio che all'epoca era una colonia francese.
Predica per un breve periodo, viene infatti espulso dopo pochi anni, ma riesce a convertire e battezzare oltre 100.000 persone. Una volta espulso ritorna in Liberia dove muore nel 1929.

## Tecnica di predicazione
Diventa molto complicato inquadrare in una singola confessione cristiana l'esperienza di questo mistico africano. Se da un lato lo si ritiene il fondatore di un movimento religioso che a lui fa capo, è altrettanto vero che lui invitava apertamente, dopo aver battezzato, a partecipare alla vita della chiesa più vicina a loro indipendentemente dalla confessione religiosa e con unica discriminante la Bibbia.
Vien da sé che la sua predicazione ha alimentato sia le missioni cattoliche che protestanti.
Non si fermava mai oltre i tre giorni in un singolo villaggio e portava con sé (seguendo i principi del Vangelo) il minimo indispensabile per la sopravvivenza; viene spesso rappresentato con una specie di pastorale sormontato da una croce che portava sempre con sé, una Bibbia ed una ciotola, simbolo del battesimo che dispensava.